# Wakashū
Wakashū (若衆?   "persona joven", aunque nunca se refería a una mujer) es un término histórico japonés que designa a un varón "adolescente". Esta "adolescencia" comenzaba a la edad a que al niño se le rasuraba parcialmente el pelo de la cabeza (maegami, practicado aproximadamente entre los 5 y los 10 años) y a la que terminaba la primera infancia y podía comenzar la educación formal, el empleo como aprendiz o el trabajo fuera de casa; y terminaba con el genpuku o ceremonia de mayoría de edad, entre aproximadamente los quince y los veintipocos, que marca la transición a la vida adulta. Durante este periodo, los wakashū llevaban un peinado característico, con una pequeña parte rasurada en la coronilla y largos mechones en la frente y los lados. También solían llevar un kimono con las mangas abiertas. Después de la ceremonia de mayoría de edad, se rasurarían los mechones, dando lugar al peinado típico del hombre adulto japonés (chonmage), y el muchacho pasaría a llevar el kimono con mangas redondas. Aunque cualquier varón dado podría ser clasificado claramente como niño, wakashū o adulto, las fronteras entre uno y otro periodo eran bastante flexibles en el tiempo, con lo que las familias y los patrones disponían de suficiente flexibilidad como para acomodarse al desarrollo y circunstancias del propio chico.

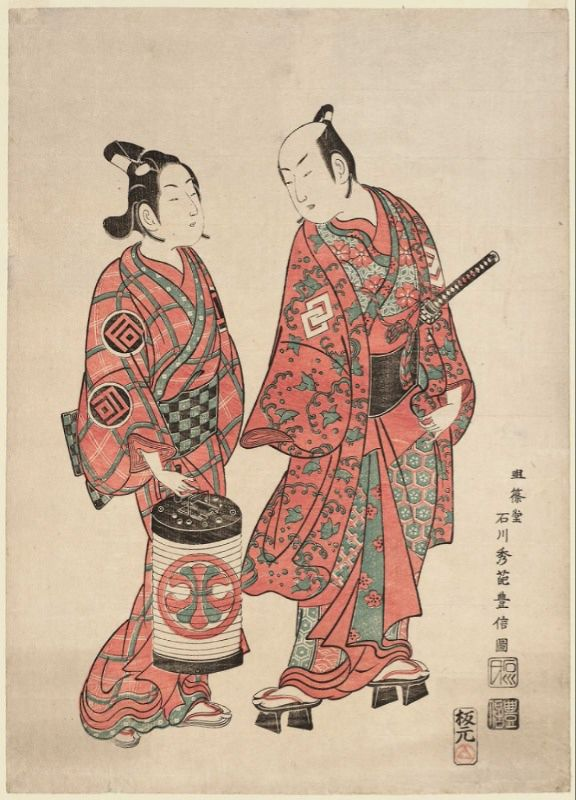
Grabado en plancha de madera por Ishikawa Toyonobu que muestra a un wakashū (izquierda) junto a un hombre adulto (derecha). Nótese la diferencia en los peinados.

El concepto de wakashū contenía varios elementos que se superponían en parte: una categoría de edad entre la niñez y la edad adulta; el rol social de un muchacho pre-adulto o adolescente, generalmente como subordinado (estudiante, aprendiz o protégé); y la idea del "joven hermoso", un objeto típico de deseo homosexual, así como el tema del shudō (o wakashūdō), "el camino de los jóvenes". Como los varones sólo eran aceptados para relaciones homosexuales mientras fueran wakashū, sus patrones a veces retrasaban su ceremonia de mayoría de edad más allá de límites socialmente aceptables, lo que causó que se tratara de legislar en 1685 para requerir que todos los wakashū pasaran por la ceremonia de mayoría de edad a los 25 años.
En la era Meiji, el término quedó obsoleto. Su acepción como "varón joven" quedó cubierta por el nuevo término shōnen, y su acepción como joven hermoso fue tomada por la construcción bishōnen.
En el teatro kabuki, el término wakashū (o wakashū-gata) se refería a actores que se especializaban en papeles de varones adolescentes (y que también solían ser wakashū). A menudo los wakashū también hacían papeles de mujer (onnagata).

## Temas relacionados
- Shōnen
- Bishōnen
- Shudō
- Homosexualidad en Japón

- Datos: Q133917
- Multimedia: Wakashū / Q133917